# Fada
Fada er en by i Tchad og hovedbyen i departementet Ennedi Ouest, der blev oprettet i  2012 af den vestlige halvdel af  Ennedi..
Byen ligger på Ennediplateauet og har en befolkning på 23.786 (pr. december 2005). Den er kendt for de omkringliggende hulemalerier og klippeformationer, mens Guelta d'Archei og en skov, der vokser i en wadi, er lokale attraktioner.
Under fasen Toyota-krigen af den Tchadisk-Libyske krig (en) i 1987 oplevede byen kampe under Slaget ved Fada.